# Botelhos (ort)
Botelhos är en ort i Brasilien.   Den ligger i kommunen Botelhos och delstaten Minas Gerais, i den sydöstra delen av landet, 700 km söder om huvudstaden Brasília. Botelhos ligger 977 meter över havet och antalet invånare är 11 072.
Terrängen runt Botelhos är platt åt nordväst, men åt sydost är den kuperad. Närmaste större samhälle är Campestre, 17,6 km sydost om Botelhos.
Omgivningarna runt Botelhos är huvudsakligen savann. Runt Botelhos är det ganska glesbefolkat, med 48 invånare per kvadratkilometer.